# Valera Fratta
Valera Fratta település Olaszországban, Lombardia régióban, Lodi megyében. Lakosainak száma 1752 fő (2023. január 1.). Valera Fratta Bascapè, Marudo, Torre d’Arese, Torrevecchia Pia, Villanterio, Caselle Lurani és Marzano községekkel határos.

## Népesség
A település lakossága az elmúlt években az alábbi módon változott:
| Lakosok száma | 1678 | 1684 | 1752 |
|               | 2017 | 2018 | 2023 |